# Grimme-Institut

Bis 2010 gültiges Logo

Die Grimme-Institut Gesellschaft für Medien, Bildung und Kultur mbH (kurz Grimme-Institut; abgekürzt GI; bis 2010 Adolf-Grimme-Institut, zunächst abgekürzt AGI) ist eine gemeinnützige Einrichtung, die sich mit Medien und Kommunikation befasst.
Das Institut hat seinen Sitz in Marl. Es vergibt jährlich den Grimme-Preis für hochwertige Fernsehsendungen, den Grimme Online Award und organisiert die Juryarbeit beim Deutschen Radiopreis. Es ist nach Adolf Grimme benannt, deutscher Politiker und erster Generaldirektor des Nordwestdeutschen Rundfunks (NWDR). Gesellschafter sind der Deutsche Volkshochschul-Verband (DVV), die Film- und Medienstiftung NRW, der WDR, das ZDF, die Landesanstalt für Medien Nordrhein-Westfalen, die Stadt Marl und das Land Nordrhein-Westfalen.
Direktorin des Instituts war von 2014 bis 2024 die Juristin Frauke Gerlach. Zum Jahresbeginn 2025 übernahm Çiğdem Uzunoğlu den Posten. Uzunoğlu leitete bis Ende Mai 2024 die Stiftung Digitale Spielekultur in Berlin.

## Geschichte

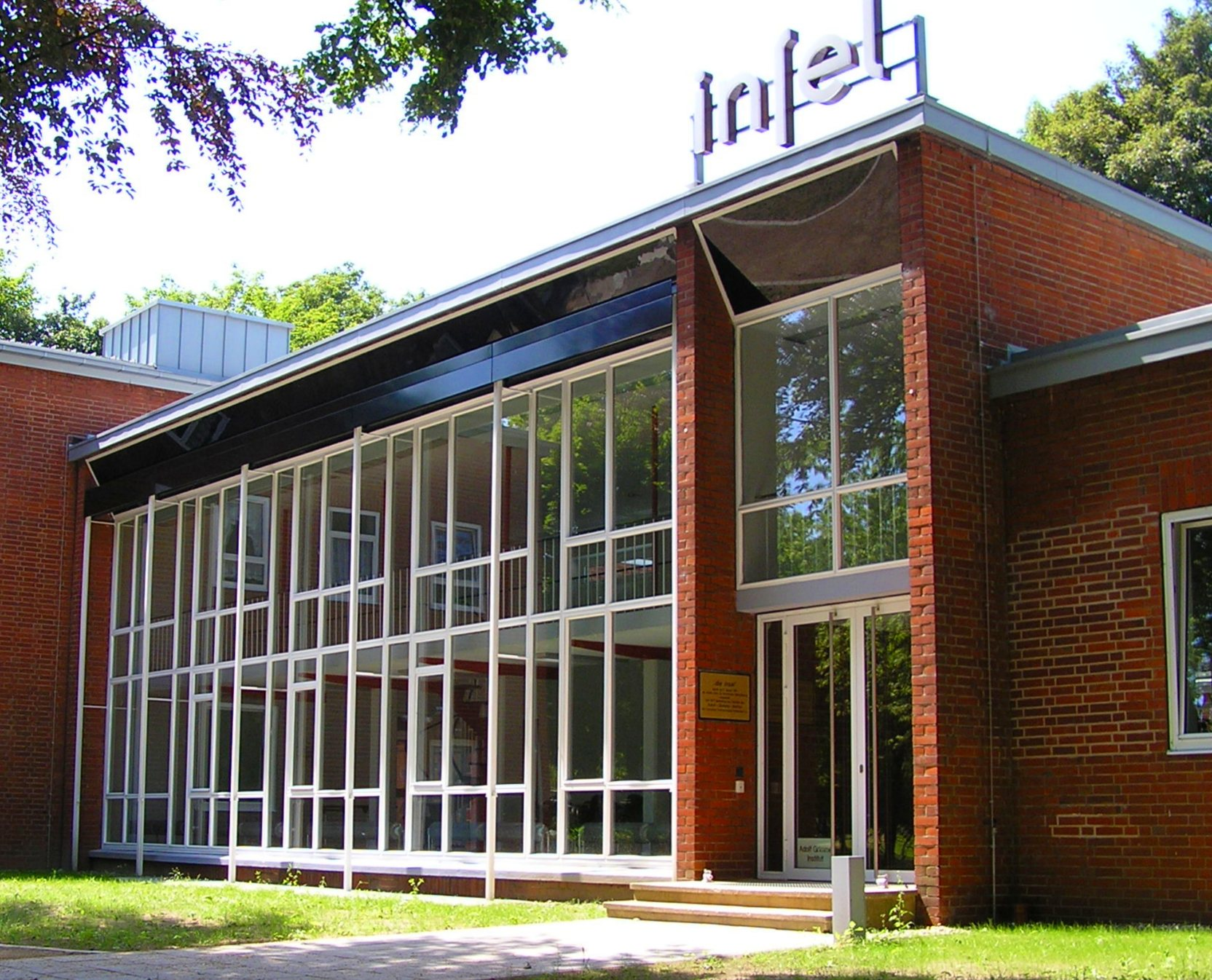
Verwaltungsgebäude

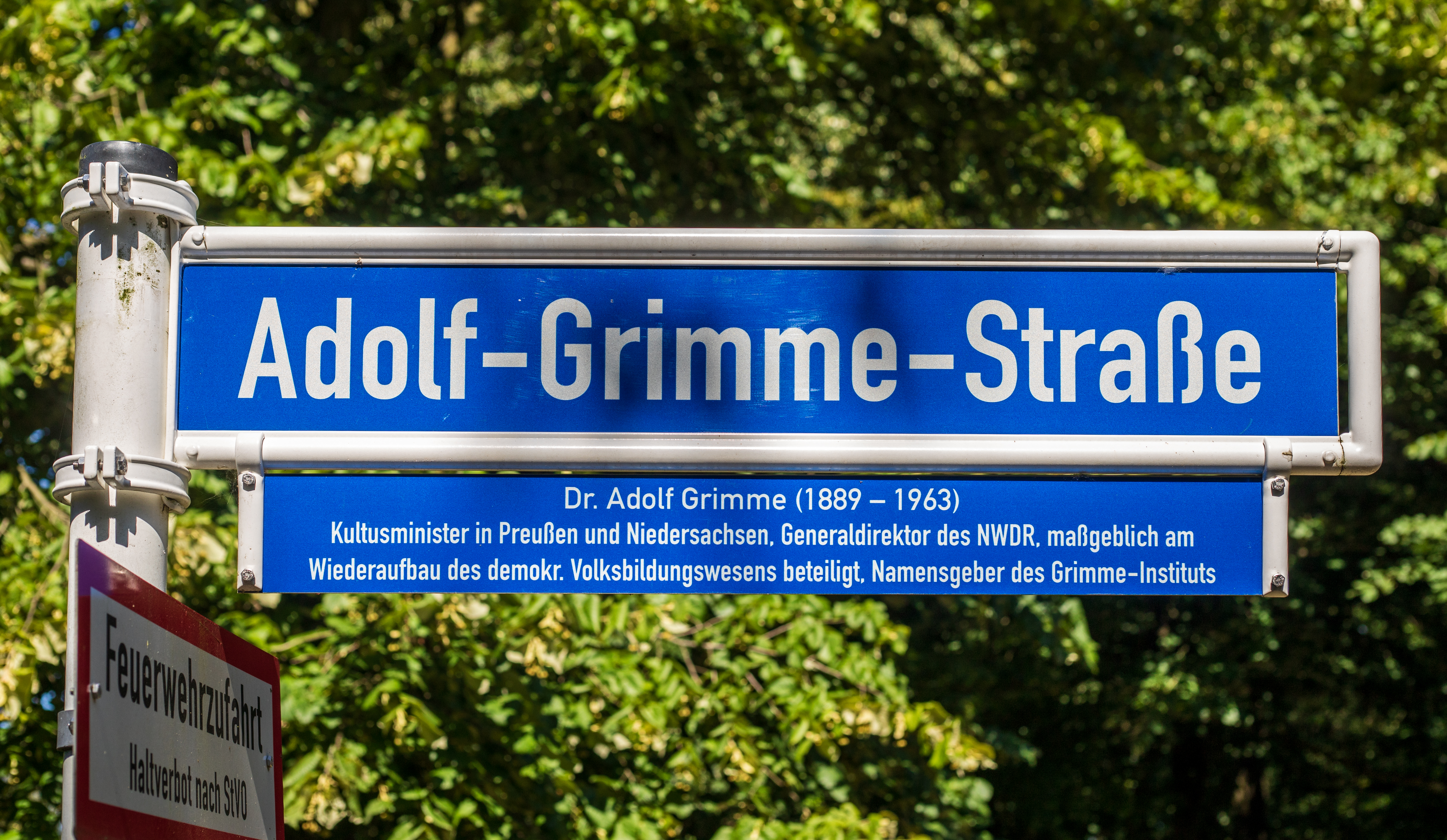
Adolf Grimme als Namensgeber von Straße, Preis und Institut

Der Leiter des Marler Bildungswerkes „die insel“, Bert Donnepp, initiierte die Gründung des Instituts durch den Deutschen Volkshochschul-Verband (DVV) am 23. September 1973. Aufgabe des Instituts war es zunächst, Möglichkeiten zur Verknüpfung von Volkshochschulen mit dem Fernsehen zu finden und Weiterbildungsangebote im Bereich der Medien zu verbessern. Außerdem wurde es mit den Vorbereitungen des seit 1964 verliehenen Adolf-Grimme-Preises betraut. Bis am 1. Oktober 1974 Peter von Rüden zum ersten Leiter des AGI berufen wurde, leitete der DVV das Institut. Das AGI beschäftigte bis 1975 vier Mitarbeiter, am Ende des Jahres 1980 waren 29 Mitarbeiter beim Institut angestellt. 1977 bezog das Institut ein eigenes Gebäude am Ende der Adolf-Grimme-Straße unweit des neuen Marler Stadtzentrums. Ab 1983 entwickelte sich das AGI zum medienpolitischen und medienkulturellen Zentrum. Nach zehn Jahren Institutsleitung wurde Peter von Rüden von Hans Janke abgelöst. 1989 erhielt Lutz Hachmeister für sechs Jahre die Leitung des AGI, 1995 wurde Hans Paukens Leiter der Einrichtung. Ab 2001 leitete Bernd Gäbler das Institut, 2005 löste ihn Uwe Kammann ab, zuvor Chefredakteur des Evangelischer Pressedienstes (epd). Kammann ging Ende April 2014 in den Ruhestand.
Im September 2010 fusionierte das ebenfalls in Marl ansässige Europäische Zentrum für Medienkompetenz (ecmc) mit dem Adolf-Grimme-Institut. Das zunächst auf 30 Mitarbeiter erweiterte Medieninstitut firmiert unter der Bezeichnung Grimme-Institut. Mit dieser Umfirmierung änderte sich auch das Logo. In den Folgejahren reduzierte sich die Anzahl der Beschäftigen.
Ende 2023 wurde bekanntgegeben, dass Direktorin Frauke Gerlach ihren zum 1. Mai 2024 auslaufenden Fünfjahresvertrag nicht verlängern werde. Da noch keine Nachfolge gefunden wurde, übernahm Peter Wenzel, Mitglied der Gesellschafterversammlung, ab Mai 2024 die kommissarische Leitung des Instituts.

## Aufgaben
Zu den Aufgaben des Instituts gehören die Beobachtung, Analyse und Bewertung von Medienangeboten und -entwicklungen, sowie Kompetenz- und Wissenstransfer zwischen den gesellschaftlichen Gruppen. Zu den Auftraggebern des Grimme-Instituts zählen Rundfunkanbieter, Medienunternehmen, Landesmedienanstalten, Ministerien, Stiftungen und Bildungsorganisationen.
Bekannt ist das Institut vor allem durch die seit 1964 jährlich vergebene Fernsehauszeichnung Grimme-Preis. Seit 2001 verleiht das Institut neben dem Fernsehpreis auch den Grimme Online Award für die Neuen Medien. 2010 kam die Juryarbeit für den Deutschen Radiopreis hinzu. Das Grimme-Institut steht darüber hinaus für qualifizierte Bildungsangebote für Medien-Praktiker und breite Kreise der Gesellschaft.
Das Grimme-Institut ist beteiligt am Grimme-Forschungskolleg an der Universität zu Köln und am Center for Advanced Internet Studies.

## Finanzierung
Das Budget des Grimme-Instituts beträgt gut 3,3 Millionen Euro pro Jahr und wird zu achtzig Prozent von der Landesregierung von NRW getragen, welche mit 10 % der Gesellschaftsanteile beteiligt ist. Die restlichen zwanzig Prozent stammen aus Projekten, Sponsoring und der Grimme Akademie. Eine kritische finanzielle Schieflage wurde Ende 2023 festgestellt, nachdem das Institut im Jahr 2023 ein Defizit von rund 323.000 Euro erwirtschaftet hatte, für das Jahr 2024 wurde eine Unterdeckung von rund 430.000 Euro erwartet. Zur 60. Verleihung im April 2024 sicherten die beiden wichtigsten Gesellschafter eine Fortführung der Finanzierung zu.

## Akademie
Dem Institut ist die Grimme-Akademie angeschlossen. Hier wird ein eigenes Aus- und Weiterbildungsangebot für die Medienbranche angeboten. Branchenevents bedienen den Mediendiskurs, etwa im Comedybereich.
Inhaltlich dreht sich die Arbeit der Grimme-Akademie um Themen wie Migration und Integration, die Auseinandersetzung mit Hate Speech und Fake News sowie Inklusion und Medien.

## Veröffentlichungen
Die Analysen eigener Studien und Untersuchungen zur Nutzung und Programmentwicklung im linearen wie im nicht-linearen Bereich werden in zahlreichen Publikationen veröffentlicht. Die Zeitschrift grimme (früher Weiterbildung und Medien (W & M)) erscheint mittlerweile als Preispublikation zum Grimme-Preis oder Grimme Online Award und informiert über – die Preisentscheidungen des jeweiligen Jahrgang hinaus – über aktuelle Themen aus der Medienbranche. Umfassendere medienwissenschaftliche Arbeiten wurden früher in der Edition Grimme herausgegeben, mittlerweile finden diese sich in der Schriftenreihe zur digitalen Gesellschaft NRW oder abseits dessen.
Aktuelle Themen werden im Podcast „Läuft“ verhandelt, den der Fachdienst epd medien und das Grimme-Institut produzieren. Alle zwei Wochen nimmt die „Programmschau“ in Seh- und Hörtipps aktuelle Fernseh-, Radio- und Streaming-Produktionen, Podcasts und besondere Webangebote in den Blick. Daneben sind Preisentscheidungen und weiterführende medienpolitische Debatten Thema bei „Läuft“, also auch die „Programme“ und Programmatiken der Medienpolitik. In Gesprächen mit Kolleginnen und Experten untersuchen epd medien und Grimme-Institut zudem die Rahmenbedingungen, unter denen Qualität entstehen kann. Host ist der Journalist und Podcaster Alexander Matzkeit, der für epd medien schreibt. Gelegentlich moderieren und produzieren auch Mitarbeiter des Grimme-Instituts.